# Río Guadalfeo

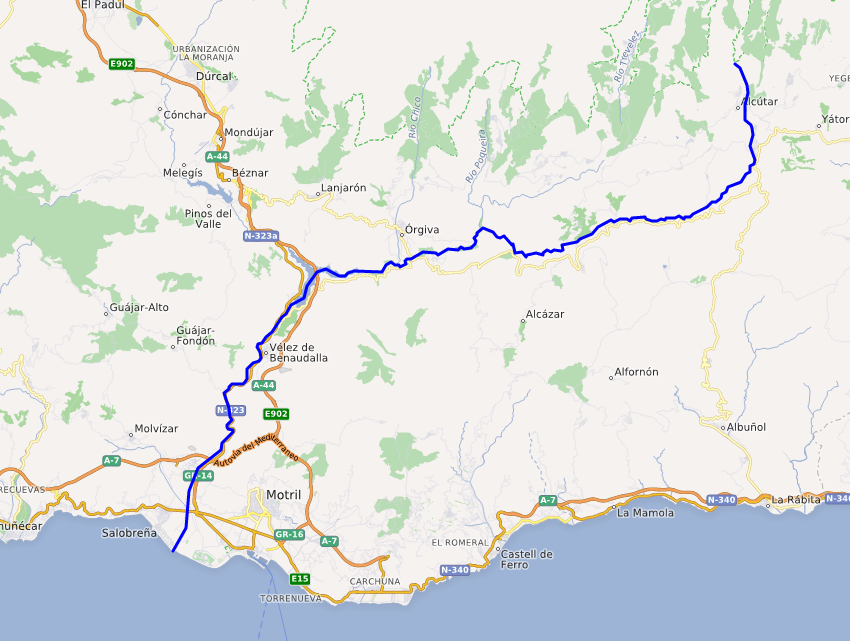
Río Guadalfeo

Der nach einem kleinen Ort benannte Río Guadalfeo (im Oberlauf auch Río Cádiar genannt) ist ein ca. 71 km langer Küstenfluss in der andalusischen Provinz Granada.

## Verlauf
Der Río Guadalfeo entspringt in den Südhängen der Sierra Nevada auf dem Gemeindegebiet des gut 1300 m hoch gelegenen Ortes Bérchules und fließt zunächst in südlicher, später dann in westlicher und südwestlicher Richtung. Er ist der größte Fluss in der Bergregion der Alpujarras und mündet gut 2 km südöstlich der Stadt Salobreña ins westliche Mittelmeer (Alborán-Meer).

## Nebenflüsse
In den Río Guadalfeo münden zahlreiche Bergbäche (ramblas oder barrancos), die jedoch nur nach stärkeren oder langanhaltenden Regenfällen Wasser führen. Größere Nebenflüsse sind der von Süden kommende Río Alhayón sowie die von Norden kommenden Flüsse Río Trevélez, Río Seco und Río Chico. In die Rules-Talsperre fließt auch der Río Ízbor, ein ehemaliger direkter Nebenfluss des Río Guadalfeo.

## Stauseen
Der Río Guadalfeo wird auf seinem Weg einmal gestaut:
- Embalse de Rules

## Orte
Mit Ausnahme von Cádiar gibt es am Fluss weder Städte noch Ortschaften.

## Weinbau
Nach dem Fluss ist das nur etwa 80 ha Anbaufläche umfassende Weinbaugebiet Cumbres del Guadalfeo benannt.